# The Wendell Baker Story
Pour plus de détails, voir Fiche technique et Distribution.
The Wendell Baker Story est un film américano-allemand réalisé par Andrew et Luke Wilson en 2005.

## Synopsis
Wendell Baker (Luke Wilson) se retrouve en prison à la suite d'un trafic de faux papiers. Il prend alors conscience que ce qui compte le plus pour lui est l'amour de son ex-petite amie Doreen (Eva Mendes). Il obtient bientôt sa liberté conditionnelle, en contrepartie d'un travail dans une maison de retraite. Tout en essayant de regagner le cœur de la femme dont il est épris, il va devoir déjouer les plans de corruption fomentés par l'infirmier en chef (Owen Wilson).

## Fiche technique
- Réalisation : Andrew et Luke Wilson
- Scénario : Luke Wilson
- Musique : Aaron Zigman
- Directeur de la photographie : Steve Mason
- Montage : Harvey Rosenstock et Peter Teschner (en)
- Distribution des rôles : Jo Edna Boldin
- Création des décors : David J. Bomba
- Direction artistique : John R. Jensen
- Décorateur de plateau : Carla Curry
- Création des costumes : Estee Stanley
- Producteurs : David L. Bushell, Mark Johnson et Luke Wilson
- Producteurs exécutifs : Ray Angelic, David Bergstein, Oliver Hengst, Ernst-August Schnieder, Tracee Stanley et Ron Tutor
- Producteur associé : Wolfgang Schamburg
- Sociétés de Production : Möbius Entertainment, MHF Zweite Academy Film et Franchise Pictures
- Pays :  États-Unis,  Allemagne
- Langues : anglais, espagnol
- Genre : Comédie dramatique, comédie romantique
- Durée : 99 minutes
- Dates de sortie en salles :
  - Allemagne : 11 septembre 2005
  - Belgique : 3 août 2005
  - États-Unis : 18 mai 2007 (sortie limitée)

## Distribution
- Luke Wilson : Wendell Baker
- Eva Mendes : Doreen
- Jacob Vargas : Reyes Morales
- Owen Wilson : Neil King
- Harry Dean Stanton : Skip Summers
- Kris Kristofferson : L. R. Nasher
- Seymour Cassel : Boyd Fullbright
- Eddie Griffin : McTeague
- Will Ferrell : Dave Bix
- Angela Alvarado Rosa : Irma
- Jo Harvey Allen : Wanda king
- Buck Taylor : Bob Draper
- Billy Joe Shaver : Reverend Shackelton
- Azura Skye : May
- Nicole Swahn : Lucy
- Heather Kafka : Marianne
- Richard Andrew Jones : Dr Van Horn
- Steve Stodghill : Otto Brinker
- King Orba : l'officier fédéral
- Dennis Williams : Leon
- Joel Trevino : Teo Torres
- James Coolidge : Oliver Torres